# Bent Hansen (homme politique)
Pour les articles homonymes, voir Bent Hansen et Hansen.
Bent Hansen, né le 7 novembre 1931 à Copenhague (Danemark) et mort le 10 janvier 2000 dans la même ville, est un homme politique danois, membre des Sociaux-démocrates et ancien ministre.